# Río Caima
El río Caima es un río del oeste de la península ibérica que discurre por el distrito de Aveiro, en Portugal. 

## Curso
El Caima surge en la sierra de Freita, en la parroquia de Albergaria da Serra, a una altitud de unos mil metros. Poco después de su nacimiento, forma una cascada de más de sesenta metros de altura que recibe el nombre de Frecha da Mizarela. En su camino, pasa por Vale de Cambra, atraviesa los municipios de Oliveira de Azeméis y Albergaria-a-Velha, desembocando en la margen derecha del Voga, cerca del pueblo de Sernada do Voga.